# George Heermann

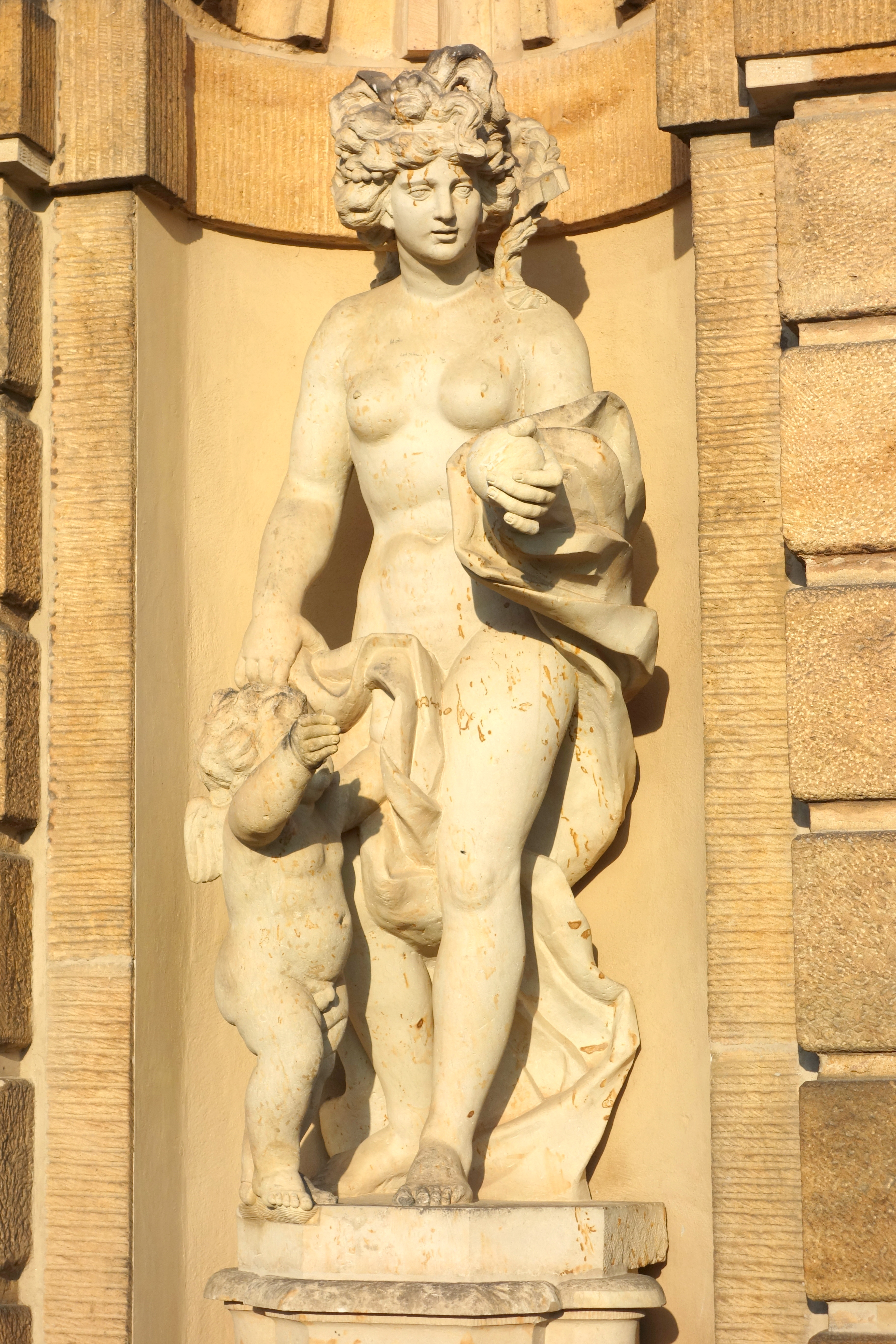
Statua di Venere dal giudizio di Parigi sulla facciata del Palazzo nel Grande Giardino - Dresda (1679-1683)

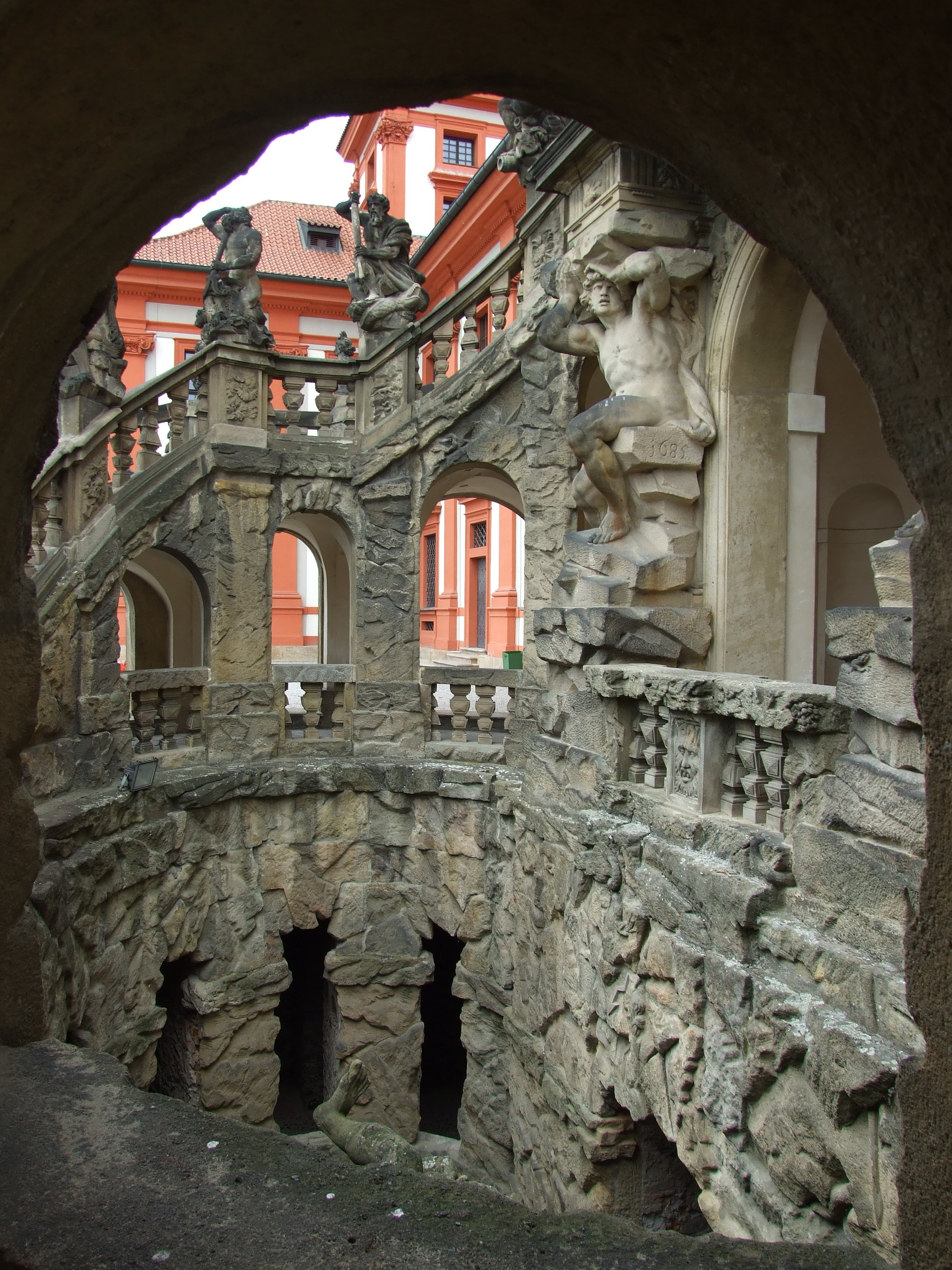
Scale del giardino del castello di Troja vicino a Praga (dal 1683)

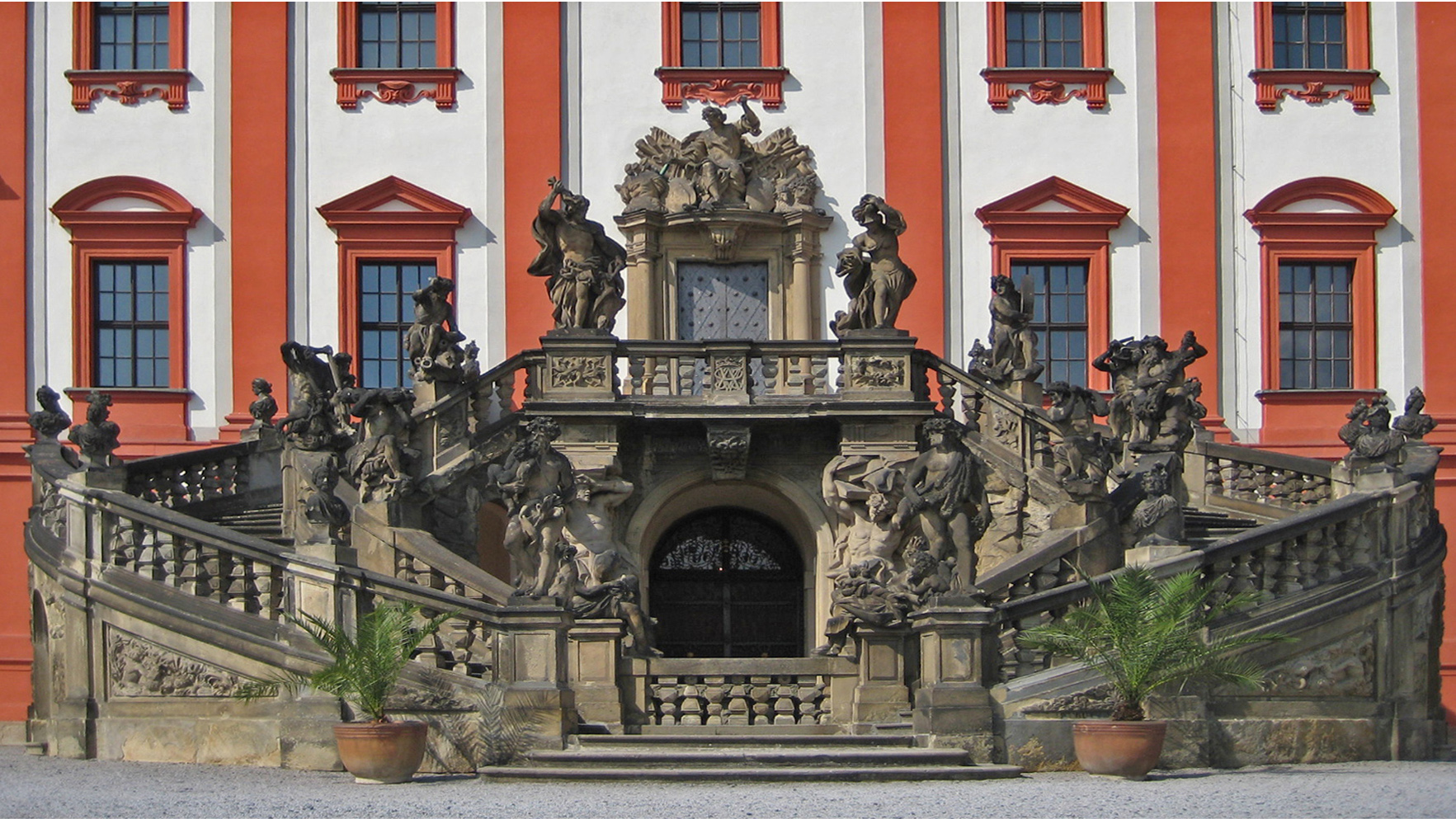
Sculture sulle scale del castello di Troja vicino a Praga

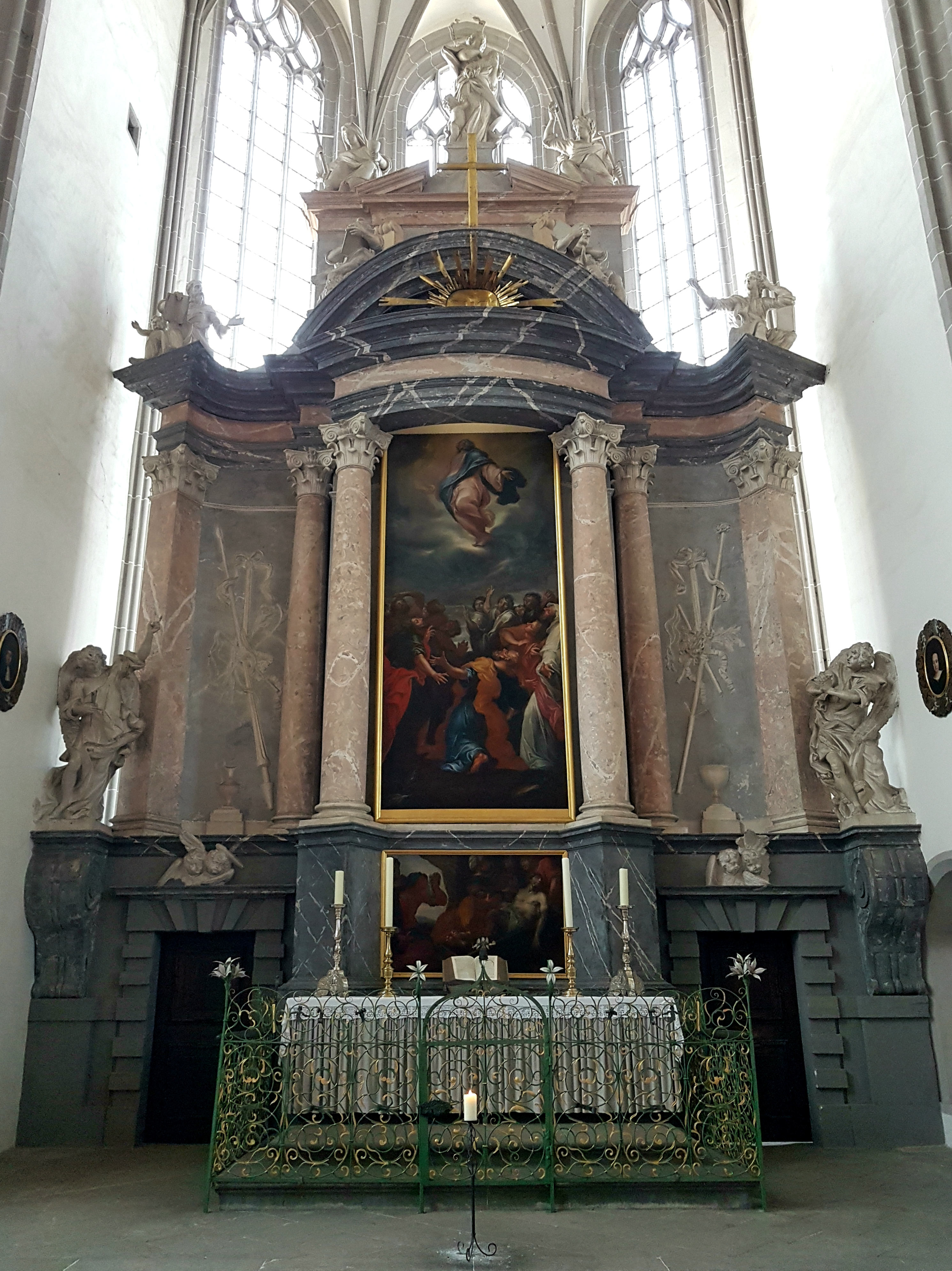
Altare maggiore di San Pietro e Paolo a Görlitz

George Heermann (Weigmannsdorf, 1640 circa – Dresda, dopo il 1700) è stato uno scultore, intagliatore e architetto tedesco attivo presso la corte sassone.

## Biografia
Sin dalla giovane età fu allievo dello scultore Johann Böhme o di suo figlio a Schneeberg, nei Monti Metalliferi, e forse dei membri della famiglia Walther a Dresda.
Poi fece un viaggio in Italia per dieci anni. Qui ampliò le sue capacità artistiche con i maestri scultori italiani Gian Lorenzo Bernini e Francesco Borromini.
Nel 1679 tornò in Sassonia e lavorò per la corte elettorale nella sede reale di Dresda. Inizialmente, alle dipendenze dell direttore del settore edile elettorale sassone, Wolf Caspar von Klengel, al Palazzo nel Grande Giardino, dove, in collaborazione con la neonata bottega di Jeremias Süßner, creò parti delle ricche decorazioni architettoniche sulle facciate esterne. Le sue capacità scultoree e artistiche gli assicurarono il riconoscimento della corte sassone e nel 1689 fu nominato scultore di corte.
Heermann apparve anche come architetto al Concilio di Dresda, nel 1683, e presentò progetti per una nuova Frauenkirche come controparte della Kreuzkirche e per la riprogettazione e lo sviluppo del Neumarkt.
Nel 1683 lasciò temporaneamente Dresda e realizzò alcune delle figure in arenaria per la famosa rampa di scale del Castello di Troja vicino a Praga.
Creò quattro figure in pietra arenaria degli evangelisti per il castello con fossato a Linz vicino a Schönfeld nel Meißner Land. Il castello di Linz fu fatto saltare in aria e rimosso nella primavera del 1948 nell'ambito della riforma agraria della Repubblica Democratica Tedesca (ordinanza SMAD n. 209).
Per la chiesa parrocchiale di San Pietro e Paolo a Görlitz, bruciata durante la guerra nel 1691, realizzò una nuova facciata dell'organo e il nuovo altare. L'ultima sua opera importante è il doppio monumento funebre per Hans Adam von Schöning e sua moglie, nata von Pöllnitz, a Tamsel vicino a Küstrin.

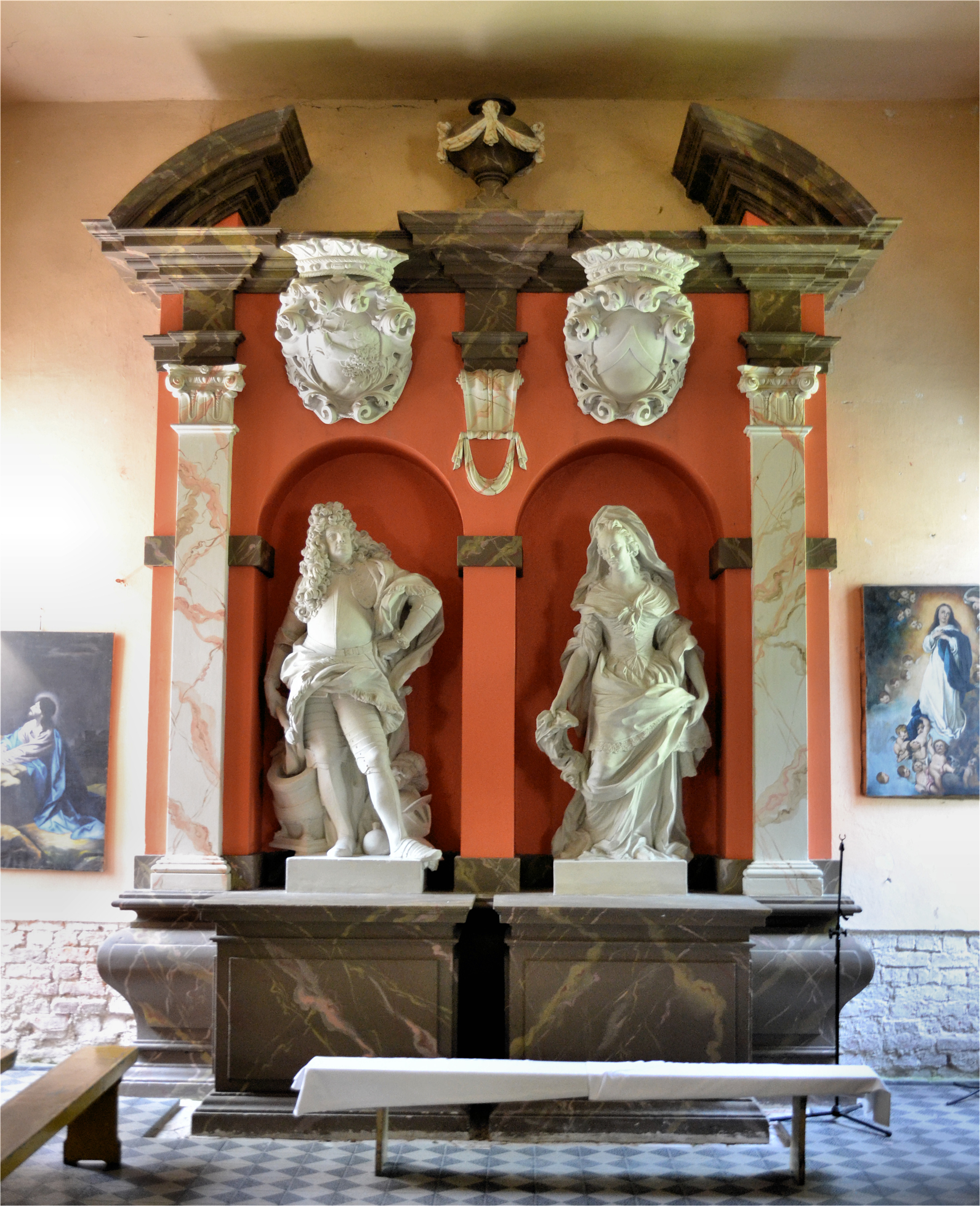
Monumento funebre per Hans Adam von Schöning e sua moglie a Tamsel

George Heermann diede inizio al Barocco di Dresda attraverso la sua vasta conoscenza della scultura dell'epoca in Italia. Morì a Dresda subito dopo il 1700.

## Opere (selezione)
- 1679-1683: Ensemble Il giuramento di Parigi nelle facciate laterali del primo piano del Palazzo nel Grande Giardino di Dresda, così come Venere con Amorini sulla facciata sud e due maschere del portale sui portali del piano terra delle facciate principali.
- 1683–1695: figure in arenaria Zeus, Atena, Nike, Crono, Dioniso, Eracle, Efesto, Ares, Poseidone, Ade, Apollo, Hermes, Prometeo, Artemide e Demetra per la scala del castello di Troja vicino a Praga
- 1692–1695: Figure di fede, amore e speranza per l'altare della chiesa parrocchiale di San Pietro e Paolo a Görlitz
- 1695–1700: quattro figure in arenaria degli evangelisti Matteo, Marco, Luca e Giovanni per il castello con fossato di Linz in Sassonia.
- Monumento funebre per Hans Adam von Schöning e sua moglie, nata von Pöllnitz, a Tamsel vicino a Küstrin.